# Vélar jaunâtre
Erysimum ochroleucum
Espèce
Le Vélar jaunâtre (Erysimum ochroleucum), également appelé Vélar prostré ou Vélar retombant, est une espèce de plantes à fleurs du genre Erysimum et de la famille des Brassicacées.

## Description
C'est une plante herbacée vivace de petite taille.
Les fleurs du Vélar jaunâtre sont d’un jaune vif, à quatre pétales comme toutes les brassicacées.
Les risques de confusion d'un Vélar à l'autre sont importants.

## Habitat
La plante pousse en altitude, dans les éboulis et les interstices des rochers.

## Protection
L'espèce figure sur le liste rouge des plantes de Suisse.